# Podothecus sturioides
Podothecus sturioides és una espècie de peix pertanyent a la família dels agònids.

## Descripció
- Fa 29 cm de llargària màxima i 192 g de pes.[6][7][8]

## Hàbitat
És un peix marí, demersal i de clima polar (3 °C-12 °C) que viu entre 8 i 432 m de fondària.

## Distribució geogràfica
Es troba al mar del Japó, la costa pacífica de Hokkaido, el mar d'Okhotsk i la badia d'Avatcha a l'est de Kamtxatka.

## Longevitat
La seua esperança de vida és de 6 anys.

## Observacions
És inofensiu per als humans.